# 广西层腹菌
广西层腹菌（学名：Hymenogaster kwangsiensis）是属于伞菌目层腹菌科层腹菌属的一种担子菌。该种分布于中国。